# Steblenbachbrücke
Die Steblenbachbrücke ist eine Strassenbrücke im schweizerischen Kanton Appenzell Ausserrhoden, welche die Hundwilerstrasse zwischen Hundwil und Waldstatt über den Steblenbach führt.

## Geschichte
In den 1920er-Jahren wurde die Hundwilertobelbrücke gebaut, welche die Alte Hundwilerbrücke im Hundwilertobel ablöste. Die neue Brücke wurde als Talbrücke gebaut und machte neue Zufahrtsstrassen notwendig. Auf der Waldstätterseite musste die rund einen Kilometer lange Zufahrt mit einer Brücke über den Steblenbach geführt werden. Der Bau durch H. Marugg aus Teufen begann im Sommer 1923 noch vor dem Bau der Hundwilertobelbrücke. Die Steblenbachbrücke war im Juni 1925 fertiggestellt und wurde zusammen mit der Hundwilertobelbrücke am 30. August 1925 dem Verkehr übergeben. 
Der bauliche Zustand der Steblenbachbrücke verschlechterte sich über die Jahre, sodass ein Neubau vorgesehen wurde. Das Projekt verzögerte sich aber aufgrund politischer Diskussionen im Zusammenhang mit der Kostenübernahme durch den Bund, in dem dieser die Strasse Winkeln/Gossau–Herisau–Hundwil–Appenzell als Teil des Nationalstrassennetzes übernehmen sollte. Im Frühjahr 2015 beschloss der Ausserrhoder Regierungsrat den Neubau der Brücke. Während der Bauzeit wurde der Verkehr über eine zweispurige Hilfsbrücke geführt, das bestehende Bauwerk abgebrochen und durch einen Neubau an derselben Stelle ersetzt. Die neue Brücke konnte Ende 2016 dem Verkehr übergeben werden.

## Bauwerk
Die erste Steblenbachbrücke war 62 m lang und gehörte zu den frühen Betonstrassenbrücken der Schweiz. Die Plattenbrücke hatte zwei Pfeiler, die in je vier in der Mitte mit einer Querstrebe verbundene Pfosten aufgelöst waren. Gevoutete Rippen verstärkten die Fahrbahnplatte, die 8 Meter breit war. Sie trug die 5,8 m breite Strasse und beidseitig einen Gehweg, der einen Meter breiter war.
Die neue Plattenbrücke ist 66 m lang und steht auf zwei scheibenartigen Pfeilern. Ihr 10 Meter breiter Überbau trägt die 7 Meter breite Strasse, auf der in Richtung Waldstatt ein 1,2 m breiter Radstreifen markiert ist. In der Gegenrichtung wird der Fahrradverkehr auf dem 3 Meter breiten, kombinierten Rad- und Gehweg geführt, der im Winter auch dazu dient, Schnee von der Strassenräumung in den Steblenbach zu schütten.